# Diogenesia amplectens
Diogenesia amplectens är en ljungväxtart som först beskrevs av Herman Otto Sleumer, och fick sitt nu gällande namn av Herman Otto Sleumer. Diogenesia amplectens ingår i släktet Diogenesia och familjen ljungväxter. Inga underarter finns listade i Catalogue of Life.